# زیاد جراح

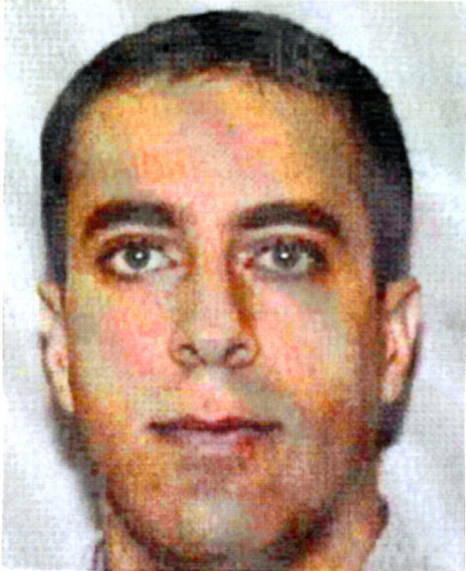
زیاد جراح در سال ۲۰۰۱

زیاد سمیر جراح (به عربی: زياد سمير جراح؛ رومی: Ziyād Samīr Jarrāḥ؛ ۱۱ مهٔ ۱۹۷۵ – ۱۱ سپتامبر ۲۰۰۱) یک تروریست هواپیماربا اهل لبنان بود. او یکی از چهار خلبان تروریست پرواز ۹۳ شرکت هواپیمایی یونایتد ایرلاینز بود که در نتیجهٔ شورش مسافران، در حومهٔ روستایی نزدیک شنکزویل در پنسیلوانیا سقوط کرد. این حادثه جزو حملات ۱۱ سپتامبر بود.
جراح، پس از بزرگ شدن در خانواده‌ای ثروتمند و سکولار، در سال ۱۹۹۶ به آلمان مهاجرت کرد. او در دههٔ ۱۹۹۰ در حین تحصیل در دانشگاه علوم کاربردی هامبورگ (HAW) درگیر برنامه‌ریزی حملات ۱۱ سپتامبر شد و با محمد عطا، مروان الشحی و رمزی بن الشیبه آشنا شد. این افراد گروهی شناخته‌شده به عنوان «حلقهٔ هامبورگ» شدند. جراح در سال ۱۹۹۹ توسط اسامه بن لادن برای انجام حملات استخدام شد. او نسبت به سایر خلبان‌های تروریست متمایز بود؛ زیرا نزدیکی خاصی به خانواده و دوست‌دختر خود داشت و به گفتهٔ آنان تنها خلبانی بود که نگرانی‌های مهمی دربارهٔ اجرای حملات داشت. خانواده و دوستان او همچنان انکار می‌کنند که او ارتباطی با حملات داشته است.

## زندگی اولیه و آموزش
جراح در بیروت، لبنان به دنیا آمد و از یک خانوادهٔ ثروتمند بود. او در منطقهٔ مسلمان‌نشین شهر به نام طارق جدیده (Tarik Jdideh) بزرگ شد و تحصیلات ابتدایی و متوسطه‌اش را در مدارس همین منطقه به پایان رساند. پدر و مادر او اسماً مسلمان سُنّی بودند، اما سبک زندگی سکولار داشتند. در کودکی، او همیشه می‌خواست به عنوان خلبان هواپیما پرواز کند، اما خانواده‌اش او را از این کار منع کردند. پدر سمیر به هفته‌نامهٔ وال‌استریت ژورنال گفت: «من او را از خلبان شدن منع کردم. فقط یک پسر داشتم و می‌ترسیدم که او تصادف کند».
در سال‌های ۱۹۹۵ تا ۱۹۹۶، در حالی که جراح هنوز در یمن زندگی می‌کرد، بنا به گفتهٔ خانواده‌اش، شخصی با همین نام یک آپارتمان در بروکلین، نیویورک اجاره کرد. مالکان آن آپارتمان ادعا کردند که همان زیاد جراحی است که در تصاویر FBI مشاهده می‌شود.
در بهار سال ۱۹۹۶، جراح همراه با دایی خود سالم به آلمان نقل مکان کردند. آن‌ها به منظور گرفتن گواهینامهٔ آلمانی در دانشگاه گرایفسوالد، گواهینامه‌ای که برای خارجی‌هایی که زبان آلمانی را بلد نیستند نیاز است، به این کشور آمدند. در حالی که در آپارتمانی با دایی خود زندگی می‌کرد، به گفته‌ها به دیسکوها و مهمانی‌های ساحلی می‌رفت و حضور او در مسجد کمرنگ‌تر شد. او با آیسل شنگون، زنی آلمانی با تبار تُرک که در حال تحصیل دندانپزشکی بود، آشنا شد و دو نفر دوستان خوبی شدند. آن‌ها تا پیاین عمر او با هم قرار ملاقات داشتند. و برای کوتاهی مدت با هم زندگی کردند که این مسئله برخی از دوستان مذهبی‌تر او را نگران کرد.
در سپتامبر ۱۹۹۷، جراح از گرایفسوالد رفت و به جای آن تحصیل مهندسی هوا و فضا را در دانشگاه علوم کاربردی هامبورگ آغاز کرد، در حالی که به عنوان کارگر در کارخانهٔ رنگ‌فروشی فولکس‌واگن در نزدیکی وولفسبورگ مشغول به کار بود. در طول اقامت خود در هامبورگ، یک آپارتمان از روزماری کانل را اجاره کرد. او پرتره‌ای از خود توسط روزماری کانل رنگ آمیزی کرد و آن را به عنوان هدیه‌ای برای مادرش در دسامبر به خانه برگرداند.
گزارش کمیسیون ۱۱ سپتامبر آمده است که جراح به همراه محمد عطا و سایرین عضو حلقه هامبورگ بودند. با این حال، او با هیچ‌یک از اعضای این گروه زندگی نمی‌کرد و تنها می‌توان تأیید کرد که فقط یک بار با آن‌ها در هامبورگ دیدار داشت؛ آن هم در عروسی سعید بهاجی در مسجد القدس در اکتبر ۱۹۹۹.

## آموزش در افغانستان
در اواخر سال ۱۹۹۹، جراح، محمد عطا، مروان الشحی، سعید بهاجی و رمزی بن الشیبه تصمیم گرفتند به چچن بروند تا در جنگ دوم چچن علیه سربازان روسیه مبارزه کنند. اما خالد المصری و محمدو ولد صلاحی در لحظهٔ آخر آنها را متقاعد کردند که به جای آن به افغانستان سفر کنند تا با اسامه بن لادن ملاقات کنند و برای حملات تروریستی آموزش ببینند. جراح در القاعده با نام ابو طارق اللبنانی شناخته می‌شد. القاعده به آنها گفته بود که آنها در مأموریت بسیار مخفیانه‌ای هستند و پس از انجام عملیات باید به آلمان بازگردند و در مدرسه پرواز ثبت‌نام کنند. در اکتبر ۱۹۹۹، زیاد جراح به همراه سایر هواپیماربایان از جمله مروان الشیحی در عروسی سعید بهاجی حاضر شدند و از آنها تصویری وجو دارد.
در سال ۲۰۰۶، یک فیلم نمایان شد که نشان می‌داد جراح هنوز ریش دارد و همراه با محمد عطا وصیت خود را می‌خواند. بعد از آن، جراح ریشهٔ خود را اصلاح می‌کند. به گفتهٔ آیسل شنگون جراح بسیار سکولار رفتار می‌کرد. به گفته بسیاری، هواپیماربایان تلاش می‌کردند که رادیکالیسم خود را پنهان کنند و با جامعه درآمیزند. جراح برای پنهان کردن سفرهای خود به افغانستان (که ممکن است مقامات امنیتی فرودگاه‌های بین‌المللی را نگران کند) گزارش کرد که گذرنامه‌اش به سرقت رفته است. در فوریه ۲۰۰۰ یک گذرنامه خالی دریافت کرد، همان کاری که هواپیماربایان دیگر یعنی عطا و شحی پیش از او در ماه قبل انجام داده بودند (این کار یک روش معمول برای تروریست‌ها است که رد پای خود را از حضور در افغانستان یا پاکستان پاک کنند).
جراح از دانشگاه علوم کاربردی هامبورگ خارج شد و شروع به مشاهده مدارس پرواز کرد. او ادعا کرد که این کار به اجرای رویاهای کودکی‌اش برای شدن خلبان برمی‌گردد. پس از بررسی مدارس پرواز در چند کشور، تصمیم گرفت که هیچ‌کدام از مدارس پرواز در اروپا مناسب نیستند. به نصیحت یک دوست دوران کودکی، او برای اقامت در ایالات متحده آماده شد.

## در ایالات متحده
جراح به نظر می‌آید در هفت نوبت جداگانه و بیش از هر هواپیماربای دیگری وارد ایالات متحده شده است. در تاریخ ۲۵ مه ۲۰۰۰، او در برلین برای دریافت ویزای آمریکایی B-1/B-2 به مدت پنج سال (توریستی/کسب و کار) درخواست داد و آن را دریافت کرد. در تاریخ ۲۷ ژوئن ۲۰۰۰ برای اولین بار وارد ایالات متحده شد و وارد فرودگاه بین‌المللی نیوآرک شد. سپس همراه با مروان شحی و محمد عطا به فلوریدا سفر کردند، جایی که سه نفر به صورت تمام وقت در شرکت هوانوردی هوفمن، ونیس ثبت نام کردند. جراح تغییر وضعیت ویزا از توریستی به ویزای دانشجویی درخواست نداد و به همین ترتیب وضعیت مهاجرتی‌اش را نقض کرد.
جراح از ژوئن ۲۰۰۰ تا ۱۵ ژانویه ۲۰۰۱ به مدت شش ماه در مدرسه پرواز ثبت نام کرد. در مدرسه پرواز، بسیاری از هم کلاسی‌هایش او را به نیکی یاد می‌کنند؛ او را مهربان و قابل اعتماد توصیف کرده‌اند و به یاد می‌آورند که گهگاهی آبجو می‌خورد. جراح با هواپیماربایان دیگر فرق داشت؛ زیرا با هیچ‌کدام از آنها زندگی نمی‌کرد و به جای آن با دانشجوی آلمانی به نام تورستن بیرمن زندگی می‌کرد. بیرمن شاهد نشانه‌های دینی یا سیاسی آشکار در رفتار جراح نبود. جراح گاهگاه به آلمان بازمی‌گشت تا دوست دختر ترک‌آلمانی‌اش، آیسل شنگون، را ببیند و تقریباً هر روز با او تماس تلفنی یا ایمیلی داشت.
پس از حملات سپتامبر ۲۰۰۱، رودی دکرز هلندی و مربی پرواز شرکت هوانوردی هوفمن (که اکنون بازنشته شده است)، توسط مقامات مورد مصاحبه قرار گرفت. بنا به گفته‌های دکرز، جراح و شحی دانش‌آموزان خوبی بودند، برخلاف عطا که بی‌احترامی می‌کرد و از دنباله‌رویی به فرمان‌ها خوداری می‌کرد. دکرز به عطا گفت که اگر رفتارش تغییر ندهد، او را از مدرسه پرواز اخراج خواهد کرد، و در پاسخ، رفتار عطا بهبود یافت. دکرز همچنین گفت که با شحی و جراح پس از یکی از کلاس‌های پرواز به یک بار به نام Shamrock Pub در ساراسوتا، فلوریدا رفتند. در این بار، آنها با دکرز دربارهٔ برنامه‌های شان بعد از گرفتن مجوز خلبانی صحبت کردند و جراح به دکرز گفت «من شغلی را پیدا کرده‌ام و ما قصد داریم خلبان شویم.»
جراح در ماه اوت ۲۰۰۰ مجوز پرواز با هواپیماهای کوچک را کسب کرده بود و سپس همان سال آموزش پرواز با هواپیماهای بزرگ‌تر را شروع کرد. او به بیروت سفر کرد تا با خانواده‌اش دیدار کند و سپس به آلمان برگشت تا با دوست دخترش، آیسل شنگون، دیدار کند. جراح او را به ایالات متحده دعوت کرد و او به مدت ده روز به ایالات متحده آمد و حتی در یک جلسه مدرسه پرواز همراه او بود. در اوایل ژانویه ۲۰۰۱، او دوباره به بیروت سفر کرد تا با پدرش که بیمار بود دیدار کند و سپس به آلمان برگشت تا با دوست دخترش دیدار کند. او دوباره در اواخر فوریه به ایالات متحده بازگشت. رفتار او به‌طور قابل توجهی با هواپیماربایان دیگر که ارتباطات خانوادگی و عاشقانه‌شان را باهمه قطع کرده متفاوت بود.
در راه بازگشت به ایالات متحده، به گفته مقامات امارات متحده عربی، جراح از این کشور عبور کرد و گزارش اولیه حاکی از آن است که در تاریخ ۳۰ ژانویه ۲۰۰۱ به درخواست سازمان سیا مورد مصاحبه قرار گرفته است. گفته شده بود که او به حضور در افغانستان و پاکستان اعتراف کرده است، اگرچه سازمان سیا این ادعا را از آن زمان تکذیب کرده و گزارش کمیسیون ۱۱ سپتامبر به آن اشاره نمی‌کند. مدرسه پرواز فلوریدایی که جراح در آن تحصیل می‌کرده همچنان اصرار داشت که او تا ۱۵ ژانویه ۲۰۰۱ در آنجا تحصیل کرده بوده است.
در تاریخ ۶ مه، جراح عضویت دوماهه‌ای در مرکز تناسب اندام US1 Fitness Center، یک باشگاه ورزشی در دانیا بیچ، فلوریدا، است ثبت کرد - بعدها عضویت خود را دو ماه دیگر تمدید کرد و در نهایت درس‌هایی در مبارزه تن به تن داشت. اعتقاد بر این است که در آن ماه، احمد الحزناوی که در تاریخ ۸ ژوئن وارد آمریکا شده بود، با جراح هم‌خانه شد. جراح یک آپارتمان جدید در منطقه لادردیل-بای-دی-سی کرایه کرد و هر دو به صاحب خانه یک کپی گذرنامه‌های آلمانی تحویل دادند که بعدها به FBI تحویل داده شدند.
در تاریخ ۲۵ ژوئن، جراح به توصیه صاحب خانه اش احمد الحزناوی را به بیمارستان Holy Cross در فورت لادردیل، فلورید برد. احمد الحزناوی توسط دکتر کریستوس تسوناس (Dr. Christos Tsonas) مورد درمان قرار گرفت. دکتر برای بریدگی ساق پای چپ به او آنتی‌بیوتیک داد. او به پرسنل بیمارستان گفت که پایش به چمدان برخورد کرده است. رسانه‌ها این موضوع را به‌طور مختصر به عنوان نشانه سیاه‌زخم گزارش کردند و امیدوار بودند که این اتفاق را به حملات سیاه‌زخم سال ۲۰۰۱ مرتبط کنند. با این حال، بعداً FBI شایعات را رد کرد و اعلام کرد که «تست‌های جامع نشان نمی‌دهد که سیاه زخم در هر جایی که هواپیماربایان بوده‌اند حضور داشته باشد».
در میانه ژوئیه ۲۰۰۱، برخی از هواپیماربایان و اعضای حلقه هامبورگ نزدیک سالو، اسپانیا، برای مدتی از چند روز تا چند هفته جمع شدند. به نظر می‌رسید بین جراح و عطا در مراحل پایانی طرح، تنش وجود داشته باشد. عطا به رمزی بن الشیبه شکایت کرده بود که ارتباط برقرار کردن با جراح سخت است و از ترس اینکه جراح ممکن است به‌طور کامل از طرح خارج شود، نگران بود. در تاریخ ۲۵ ژوئیه، جراح با یک بلیط یک‌طرفه به آلمان پرواز کرد و دوباره با دوست دخترش دیدار کرد، که آخرین باری بود که او را دید (با این حال آنها حداقل یک بار دیگر تلفنی صحبت کردند). سپس با بن الشیبه دیدار کرد که بن الشیبه او را متقاعد کرد که عملیات را انجام دهد. جراح در تاریخ ۵ آگوست به ایالات متحده بازگشت، منابع نشان می‌دهند که او امتحان خلبانی خود را در تاریخ ۲ آگوست داد، و برای این کار مراسم عروسی خواهرش را از دست داده بود. در تاریخ ۲۷ اوت، او در هتل Pin-Del در لارل، مریلند، که فقط یک مایل فاصله از هتل Valencia است که چهار نفر از هواپیماربایان دیگر در آن اقامت داشتند، وارد شد. در تاریخ ۷ سپتامبر ۲۰۰۱، هر چهار نفر از هواپیماربایان پرواز ۹۳ از فورت لادردیل به فرودگاه بین‌المللی نیوآرک با هواپیمای شرکت Spirit پرواز کردند.
در ساعت‌های اول صبح ۹ سپتامبر ۲۰۰۱، جراح به دلیل سرعت غیرمجاز در مریلند توقیف شد و جریمه دریافت کرد. بعداً در همان روز، جراح با والدینش تماس گرفت و گفت که به اوراق پولی که پنج روز قبل از او فرستاده‌اند دسترسی داشته است. او به آنها گفت که قصد دارد در تاریخ ۲۲ سپتامبر برای مراسم عروسی پسر عمویش به دیدار آنها برود.
در تاریخ ۱۰ سپتامبر، جراح آخرین شب خود را صرف نوشتن نامه‌ای به آیسل شنگون کرد، با او که برنامه‌های ازدواج داشته. این نامه به عنوان یک نامهٔ خودکشی به‌طور گسترده تفسیر می‌شود. اما این نامه به آیسل شنگون نرسید؛ او بلافاصله پس از حملات وارد برنامه حفاظت شاهدان شده بود و آپارتمانش بدون مراقبت بود. نامه توسط پست آلمان به ایالات متحده برگشت آمد و از طریق سازمان FBI به او تحویل داده شد. در نامه، عبارت‌هایی همچون «من آنچه باید انجام می‌دادم» و «این افتخار بزرگی است و نتیجه را خواهید دید و همهٔ افراد جشن خواهند گرفت» گنجانده شده بود.

به گفته یک منبع، جراح یک کابین خلبان ساختگی بزرگ از جعبه‌های مقوایی در آپارتمانش درست قبل از حملات ایجاد کرده بود.
- مشارکت‌کنندگان ویکی‌پدیا. «Ziad Jarrah». در دانشنامهٔ ویکی‌پدیای انگلیسی، بازبینی‌شده در ۳۱ می ۲۰۱۱.